# Beckov
Beckov (węg. Beckó) – wieś (obec) w powiecie Nowe Miasto nad Wagiem, w kraju trenczyńskim, w zachodniej Słowacji.

## Położenie
Leży w tzw. Bruździe Beckovskiej na lewym brzegu Wagu, u północno-wschodnich podnóży Gór Inowieckich, ok. 8 km na północny wschód od Nowego Miasta nad Wagiem.

## Historia i opis
Była to jedna z pierwszych średniowiecznych wsi w historii. Najstarsza pisemna wzmianka o Beckovie pochodzi z 940. Na stromej skale nad miejscowością znajdują się ruiny zamku Beckov. Zabytkowy budynek był jednym z zamków obronnych w czasach Wielkich Moraw. W XIV–XV wieku stał się własnością Ścibora ze Ściborzyc. W tych czasach powstał jeden z kilku głównych ośrodków sztuki. W latach 1439–1535 zamek należał do rodziny Bánffych. W 1729 wieś została zniszczona w pożarze, który pochłonął zamek. Z powodu utraty dachu stał się ruiną. Znajduje się tu również renesansowy dwór rodziny Ambro, który jest stałą częścią wystawy historycznej we wsi. Należy do zabytkowego centrum dawnego miasta pańszczyźnianego. Wewnątrz znajduje się renesansowy kominek z herbem rodziny Medňanskich, pochodzący z 1648 r. i meble pochodzące z krajów orientalnych. Jednym z najważniejszych budynków jest kościół wraz z przyległym klasztorem franciszkanów, które razem tworzą jedną całość. Kościół jest jednonawowym budynkiem ze sklepieniem kolebkowym z lunetami. Ołtarz główny jest bogato zdobiony dekoracjami z końca XVII wieku. Nowsza budowla sakralna została wzniesiona w 1424, a wieża w 1770. Znajdują się tu też kościół ewangelicki zbudowany w latach 1791/45 w stylu klasycystycznym, pozostałości cmentarza żydowskiego z nagrobkami z lat 1739/45, pomnik poległych żołnierzy z czasów II wojny światowej oraz renesansowy dwór Dubnickich z kamiennym kominkiem. Ludność zajmowała się rolnictwem, hodowlą bydła, uprawą owoców i winorośli. Rozkwitł przemysł rękodzielniczy, zwłaszcza draperii. Funkcjonowała tu w XIX wieku cegielnia i pięć niewielkich gorzelni, wytwarzające destylaty z owoców i winogron.

## Natura
Wieś i jej okolice są domem dla rzadkich gatunków roślin; wiele z tych obszarów jest chronionych jako narodowe rezerwaty przyrody, są to m.in. PP Beckovské hradné bralo, PR Sychrov, PP Skalka pri Beckove, PR Beckovské Skalice, CHA Lipový sad, CHS Lipy v Župnom sirotinci oraz Beckovská jaskyňa objavená.

## Sławni mieszkańcy
- Jozef Miloslav Hurban (1817-1888) – duchowny ewangelicki, pisarz i dziennikarz;
- Dionýz Štúr (1827-1893) – geolog i paleontolog;
- Ján Ambro (ur. 1827) – lekarz;
- Ladislav Medňanský (1852-1919) – malarz.

## Galeria

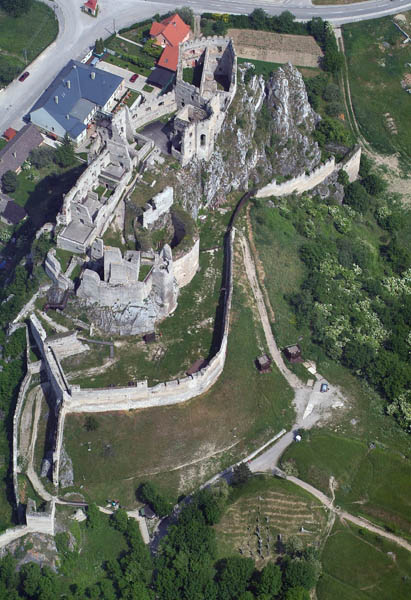
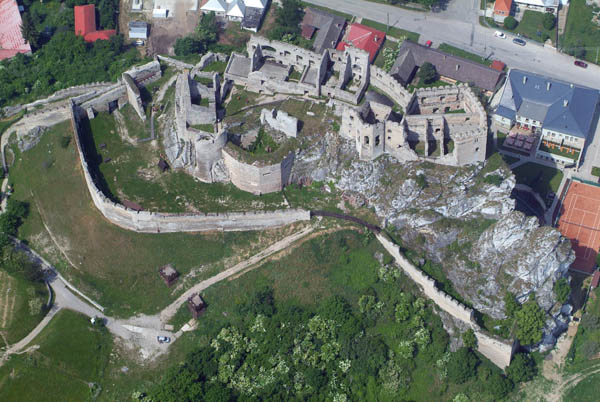
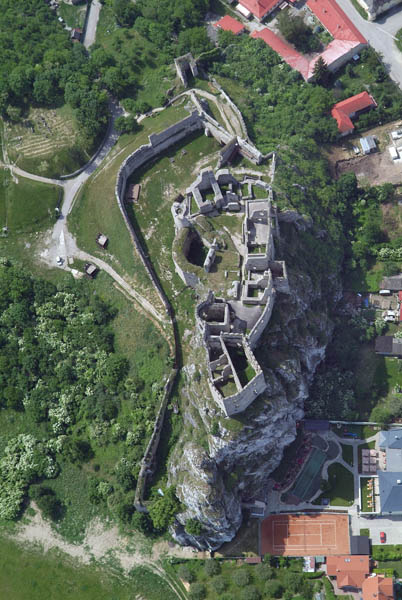

## Miasta partnerskie
- Slavkov, Czechy